# قلعه آشپزخانه ضحاک
بقایای قلعه آشپزخانه ضحاک مربوط به دوره اشکانیان - دوره ساسانیان است و در ۶ کیلومتری جنوب غرب شهرستان فسا، ارتفاعات کوه گچ واقع شده و این اثر در تاریخ ۲۶ اسفند ۱۳۸۶ با شمارهٔ ثبت ۲۱۸۴۱ به‌عنوان یکی از آثار ملی ایران به ثبت رسیده‌است.
به علت وجود تپه باستانی معروف به تل ضحاک چند کیلومتری این قلعه، مردم محلی معتقدند که این محل در واقع آشپزخانه ضحاک پادشاه اسطوره‌ای ایران بوده و خادمان وی پس از پختن غذا در این آشپزخانه& آن را به سرعت به محل زندگی وی که در تپه مزبور قرار داشت، می‌برده‌اند.